# Kastanjekronad sparv
Kastanjekronad sparv (Arremon brunneinucha) är en fågel i familjen amerikanska sparvar inom ordningen tättingar. Den förekommer i fuktiga bergsskogar från Mexiko till Venezuela och Ecuador. Den minskar i antal, men beståndet anses ändå vara livskraftigt.

## Kännetecken

### Utseende
Kastanjekronad sparv är en stor och kraftig huvudsakligen marklevande sparv med en kroppslängd på 19 cm och vikten 45 g. Näbben är relativt lång och slank, och ben och fötter är förhållandevis stora och kraftiga. Huvudteckningen är distinkt, med gulkantat kastanjebrun hjässa och nacke, svart på panna och huvudsidor och vita fläckar centralt och på sidan av pannan. Strupen är vit och puffas ofta upp när fågeln är upphetsad. Ovansidan är mörkt olivgrön, med mörkare vingar. Det vita bröstet skiljs från strupen med ett svart band. Bröstsidorna är grå och flankerna och nedre delen av buken olivgrön. Ungfåglar har en sotbrun hjässa, sotfärgat ansikte och olivbrunt på ovansida, strupe och bröst.

### Läte
Lätet är ett tunt "pink" eller ett mycket ljust "psssst". Hanens sång består av en blandning av visslingar och vassare toner.

## Utbredning och systematik
Kastanjekronad sparv förekommer i bergstrakter i Latinamerika och delas upp i elva underarter med följande utbredning:
- Arremon brunneinucha apertus – södra Mexiko (Sierra de Tuxtla i södra Veracruz)
- brunneinucha-gruppen
  - Arremon brunneinucha suttoni – sydvästra Mexiko (Guerrero till centrala Oaxaca)
  - Arremon brunneinucha nigrilatera – bergstrakter i södra Mexiko (Oaxaca)
  - Arremon brunneinucha brunneinucha – subtropiska östra Mexiko (San Luis Potosí och Veracruz till nordöstra Oaxaca)
  - Arremon brunneinucha macrourus – södra Mexiko (Chiapas) och sydvästra Guatemala
  - Arremon brunneinucha alleni – norra El Salvador, Honduras och västra Nicaragua
  - Arremon brunneinucha elsae – Costa Rica till västra och centrala Panama
  - Arremon brunneinucha frontalis – östligaste Panama till Colombia, västra Venezuela och södra Peru
  - Arremon brunneinucha allinomatus – nordvästra Venezuela (Falcón och Yaracuy)
  - Arremon brunneinucha inornatus – västcentrala Ecuador (områden kring Río Chimbo och Río Chanchan)

Underarten nigrilatera inkluderas ofta i suttoni.

### Släktestillhörighet
Fram tills nyligen placerades arten i släktet Buarremon, men efter genetiska studier inkluderas det numera i Arremon. Längre tillbaka listades den i släktet Atlapetes.

### Familjetillhörighet
Tidigare fördes de amerikanska sparvarna till familjen fältsparvar (Emberizidae) som omfattar liknande arter i Eurasien och Afrika. Flera genetiska studier visar dock att de utgör en distinkt grupp som sannolikt står närmare skogssångare (Parulidae), trupialer (Icteridae) och flera artfattiga familjer endemiska för Karibien.

## Levnadssätt
Kastanjekronad sparv är en vanlig fågel i undervegetationen i fuktiga bergsskogar, ungskog och raviner från 250 till 900 meters höjd. Den lever av insekter och spindlar som den plockar från marken med näbben, men kan också ta bär och ryggradslösa djur från låga buskar. Fågeln ses i par, i familjegrupper eller i blandade artflockar med andra amerikanska sparvar eller skogssångare.

### Häckning
Honan bygger det stora skålformade boet upp till 2,5 meter ovan mark i en buske eller ett litet träd placerad i täta snår eller i en ravin. Den lägger vanligen två glansiga ofläckade vita eller ljusblå ägg. Endast honan ruvar, i tolv till 14 dagar.

## Status och hot
Arten har ett stort utbredningsområde och en stor population, men tros minska i antal, dock inte tillräckligt kraftigt för att den ska betraktas som hotad. Internationella naturvårdsunionen IUCN kategoriserar därför arten som livskraftig (LC).